# بیکتور پرث
بیکتور پرث (اسپانیایی: Víctor Pérez‎؛ تلفظ اسپانیایی: [ˈbiktoɾ ˈpeɾeθ]؛ زادهٔ ۱۱ فوریهٔ ۱۹۸۱) یک کارگردان فیلم، فیلم‌نامه‌نویس، هنرمند جلوه‌های بصری و مدیر جلوه‌های ویژه اهل اسپانیا است.

## گزیدهٔ فیلم‌شناسی

### کارگردانی فیلم
- ۲۰۱۷ - اکو[۲] (کوتاه)
- ۲۰۱۵ - عشقی دیگر[۳] (کوتاه)
- دختر و نقاب[۴] (در دست ساخت)
- دستهٔ نوازندگان[۵] (در دست ساخت)

### جلوه‌های ویژه
- ۲۰۱۶ - روگ وان
- ۲۰۱۳ - خلسه
- ۲۰۱۲ - بینوایان
- ۲۰۱۲ - شوالیه تاریکی برمی‌خیزد
- ۲۰۱۲ - یادآوری کامل
- ۲۰۱۲ - میراث بورن
- ۲۰۱۲ - جان کارتر
- ۲۰۱۱ - دزدان دریایی کارائیب: سوار بر امواج ناشناخته
- ۲۰۱۰ - هری پاتر و یادگاران مرگ - قسمت اول
- ۲۰۱۰ - ۱۲۷ ساعت

### نویسنده
- ۲۰۱۷ - اکو (کوتاه)
- ۲۰۱۵ - عشقی دیگر (کوتاه)

### تهیه‌کننده
- ۲۰۱۷ - اکو (کوتاه)
- ۲۰۱۵ - عشقی دیگر (کوتاه)
- ۲۰۱۳ - پروژهٔ کرونوس (کوتاه)

### بازیگر
- ۲۰۱۵ - عشقی دیگر (کوتاه)
- ۲۰۱۳ - پروژهٔ کرونوس[۶] (کوتاه)
- ۲۰۰۶ - باران تابستان